# هوندا ناریشیگه
هوندا ناریشیگه ((به ژاپنی: 本多 成重 Honda Narishige)؛ 1571 – ۲۵ ژوئیهٔ ۱۶۴۷) سامورایی و ملازم خاندان توکوگاوا در دوره سنگوکو و اوایل دوره ادو اهل ژاپن بود.